# Ca Xapes
Ca Xapes és una obra eclèctica de Valls (Alt Camp) protegida com a Bé Cultural d'Interès Local.

## Descripció
Edifici que dona a tres carrers: muralla de Sant Antoni, del Pantà i de la Paborde. Disposa de planta baixa i dues plantes més.
A la façana principal que és la que tenim al carrer de la Muralla, hi ha set obertures, que tenen totes arcs rebaixats. Algunes obertures corresponen a portes i altres a finestres. En aquesta fatxada i en el primer pis hi ha quatre balcons i tres finestres consecutius, aquestes situades en el extrem cantoner amb el carrer del Pantà. a la segona planta hi ha set finestres.
Les altres dues façanes, les que donen als carrers del Pantà i de la Paborde, no tenen cap interés. Hi ha moltes més finestres que balcons, Tots els tres laterals tenen una cornisa perimetral molt seinzilla. A continuació i en alçada, hi ha un mur cec que correspon a la coberta transitable.